# Collegio di Welwyn Hatfield
Welwyn Hatfield è un collegio elettorale situato nell'Hertfordshire, nell'Est dell'Inghilterra, e rappresentato alla Camera dei comuni del Parlamento del Regno Unito. Elegge un membro del parlamento con il sistema first-past-the-post, ossia maggioritario a turno unico; l'attuale parlamentare è Andrew Lewin del Partito Laburista, che rappresenta il collegio dal 2024.

## Estensione
- 1974-1983: il distretto urbano di Welwyn Garden City e i distretti rurali di Hatfield e Welwyn.
- 1983-1997: i ward del distretto di Welwyn Hatfield di Brookmans Park and Little Heath, Haldens, Handside, Hatfield Central, Hatfield East, Hatfield North, Hatfield South, Hollybush, Howlands, Peartree, Sherrards, Welham Green and Redhall, Welwyn East e Welwyn West e il ward della città di St Albans di Wheathampstead.
- 1997-2010: come sopra meno Wheathampstead ward, che è stato trasferito al nuovo collegio di Hitchin and Harpenden.
- 2010-2024: i ward del distretto di Welwyn Hatfield di Brookmans Park and Little Heath, Haldens, Handside, Hatfield Central, Hatfield East, Hatfield North, Hatfield South, Hatfield West, Hollybush, Howlands, Panshanger, Peartree, Sherrards, Welham Green, Welwyn North e Welwyn South.
- dal 2024: i ward del distretto di Welwyn Hatfield di Brookmans Park and Little Heath, Haldens, Handside, Hatfield Central, Hatfield East, Hatfield South West, Hatfield Villages, Hollybush, Howlands, Panshanger, Peartree, Sherrards, Welham Green and Hatfield South, Welwyn East e Welwyn West.

## Membri del parlamento
| Elezione | Elezione    | Deputato           | Partito      |
| -------- | ----------- | ------------------ | ------------ |
|          | Feb 1974    | Robert Lindsay     | Conservatore |
|          | Ott 1974    | Helene Hayman      | Laburista    |
|          | 1979        | Christopher Murphy | Conservatore |
| 1987     | David Evans |                    | Conservatore |
|          | 1997        | Melanie Johnson    | Laburista    |
|          | 2005        | Grant Shapps       | Conservatore |
|          | 2024        | Andrew Lewin       | Laburista    |

## Elezioni

### Elezioni negli anni 2020
| Partito                    | Partito                                           | Candidato                  | Risultati 4 luglio 2024 | Risultati 4 luglio 2024 |
| Partito                    | Partito                                           | Candidato                  | Voti                    | %                       |
| -------------------------- | ------------------------------------------------- | -------------------------- | ----------------------- | ----------------------- |
|                            | Laburista                                         | Andrew Lewin               | 19 877                  | 41,02                   |
|                            | Conservatore                                      | Grant Shapps               | 16 078                  | 33,18                   |
|                            | Reform UK                                         | Jack Aaron                 | 6 397                   | 13,20                   |
|                            | Lib Dem                                           | John Munro                 | 3 117                   | 6,43                    |
|                            | Verdi                                             | Sarah Butcher              | 2 986                   | 6,16                    |
|                            |                                                   |                            |                         |                         |
| Iscritti                   | Iscritti                                          | Iscritti                   | 75 259                  | 100,00                  |
| ↳ Votanti (% su iscritti)  | ↳ Votanti (% su iscritti)                         | ↳ Votanti (% su iscritti)  | 48 455                  | 64,38                   |
| ↳ Astenuti (% su iscritti) | ↳ Astenuti (% su iscritti)                        | ↳ Astenuti (% su iscritti) | 26 804                  | 35,62                   |
|                            |                                                   |                            |                         |                         |
|                            | Esito: collegio passa da Conservatore a Laburista |                            |                         |                         |

### Elezioni negli anni 2010
| Partito                    | Partito                                   | Candidato                  | Risultati 12 dicembre 2019 | Risultati 12 dicembre 2019 |
| Partito                    | Partito                                   | Candidato                  | Voti                       | %                          |
| -------------------------- | ----------------------------------------- | -------------------------- | -------------------------- | -------------------------- |
|                            | Conservatore                              | Grant Shapps               | 27 394                     | 52,63                      |
|                            | Laburista                                 | Rosie Newbigging           | 16 439                     | 31,58                      |
|                            | Lib Dem                                   | Paul Zukowskyj             | 6 602                      | 12,68                      |
|                            | Verdi                                     | Oliver Sayers              | 1 618                      | 3,11                       |
|                            |                                           |                            |                            |                            |
| Iscritti                   | Iscritti                                  | Iscritti                   | 74 892                     | 100,00                     |
| ↳ Votanti (% su iscritti)  | ↳ Votanti (% su iscritti)                 | ↳ Votanti (% su iscritti)  | 52 053                     | 69,50                      |
| ↳ Astenuti (% su iscritti) | ↳ Astenuti (% su iscritti)                | ↳ Astenuti (% su iscritti) | 22 839                     | 30,50                      |
|                            |                                           |                            |                            |                            |
|                            | Esito: collegio confermato a Conservatore |                            |                            |                            |

| Partito                    | Partito                                   | Candidato                  | Risultati 8 giugno 2017 | Risultati 8 giugno 2017 |
| Partito                    | Partito                                   | Candidato                  | Voti                    | %                       |
| -------------------------- | ----------------------------------------- | -------------------------- | ----------------------- | ----------------------- |
|                            | Conservatore                              | Grant Shapps               | 26 374                  | 51,04                   |
|                            | Laburista                                 | Anawar Miah                | 19 005                  | 36,78                   |
|                            | Lib Dem                                   | Nigel Quinton              | 3 836                   | 7,42                    |
|                            | UKIP                                      | Dean Milliken              | 1 441                   | 2,79                    |
|                            | Verdi                                     | Christianne Sayers         | 835                     | 1,62                    |
|                            | Indipendente                              | Melvyn Jones               | 178                     | 0,34                    |
|                            |                                           |                            |                         |                         |
| Iscritti                   | Iscritti                                  | Iscritti                   | 72 773                  | 100,00                  |
| ↳ Votanti (% su iscritti)  | ↳ Votanti (% su iscritti)                 | ↳ Votanti (% su iscritti)  | 51 669                  | 71,00                   |
| ↳ Astenuti (% su iscritti) | ↳ Astenuti (% su iscritti)                | ↳ Astenuti (% su iscritti) | 21 104                  | 29,00                   |
|                            |                                           |                            |                         |                         |
|                            | Esito: collegio confermato a Conservatore |                            |                         |                         |

| Partito                    | Partito                                   | Candidato                  | Risultati 7 maggio 2015 | Risultati 7 maggio 2015 |
| Partito                    | Partito                                   | Candidato                  | Voti                    | %                       |
| -------------------------- | ----------------------------------------- | -------------------------- | ----------------------- | ----------------------- |
|                            | Conservatore                              | Grant Shapps               | 25 281                  | 50,36                   |
|                            | Laburista                                 | Anawar Miah                | 13 128                  | 26,15                   |
|                            | UKIP                                      | Arthur Stevens             | 6 556                   | 13,06                   |
|                            | Lib Dem                                   | Hugh Annand                | 3 140                   | 6,25                    |
|                            | Verdi                                     | Marc Scheimann             | 1 742                   | 3,47                    |
|                            | Indipendente                              | Michael Green              | 216                     | 0,43                    |
|                            | TUSC                                      | Richard Shattock           | 142                     | 0,28                    |
|                            |                                           |                            |                         |                         |
| Iscritti                   | Iscritti                                  | Iscritti                   | 73 290                  | 100,00                  |
| ↳ Votanti (% su iscritti)  | ↳ Votanti (% su iscritti)                 | ↳ Votanti (% su iscritti)  | 50 205                  | 68,50                   |
| ↳ Astenuti (% su iscritti) | ↳ Astenuti (% su iscritti)                | ↳ Astenuti (% su iscritti) | 23 085                  | 31,50                   |
|                            |                                           |                            |                         |                         |
|                            | Esito: collegio confermato a Conservatore |                            |                         |                         |

| Partito                    | Partito                                   | Candidato                  | Risultati 6 maggio 2010 | Risultati 6 maggio 2010 |
| Partito                    | Partito                                   | Candidato                  | Voti                    | %                       |
| -------------------------- | ----------------------------------------- | -------------------------- | ----------------------- | ----------------------- |
|                            | Conservatore                              | Grant Shapps               | 27 894                  | 56,96                   |
|                            | Laburista                                 | Mike Hobday                | 10 471                  | 21,38                   |
|                            | Lib Dem                                   | Paul Zukowskyj             | 8 010                   | 16,36                   |
|                            | UKIP                                      | David Platt                | 1 643                   | 3,35                    |
|                            | Verdi                                     | Jill Weston                | 796                     | 1,63                    |
|                            | Indipendente                              | Nigel Parker               | 158                     | 0,32                    |
|                            |                                           |                            |                         |                         |
| Iscritti                   | Iscritti                                  | Iscritti                   | 72 017                  | 100,00                  |
| ↳ Votanti (% su iscritti)  | ↳ Votanti (% su iscritti)                 | ↳ Votanti (% su iscritti)  | 48 972                  | 68,00                   |
| ↳ Astenuti (% su iscritti) | ↳ Astenuti (% su iscritti)                | ↳ Astenuti (% su iscritti) | 23 045                  | 32,00                   |
|                            |                                           |                            |                         |                         |
|                            | Esito: collegio confermato a Conservatore |                            |                         |                         |

### Elezioni negli anni 2000
| Partito                    | Partito                                           | Candidato                  | Risultati 5 maggio 2005 | Risultati 5 maggio 2005 |
| Partito                    | Partito                                           | Candidato                  | Voti                    | %                       |
| -------------------------- | ------------------------------------------------- | -------------------------- | ----------------------- | ----------------------- |
|                            | Conservatore                                      | Grant Shapps               | 22 172                  | 49,58                   |
|                            | Laburista                                         | Melanie Johnson            | 16 226                  | 36,29                   |
|                            | Lib Dem                                           | Sara Bedford               | 6 318                   | 14,13                   |
|                            |                                                   |                            |                         |                         |
| Iscritti                   | Iscritti                                          | Iscritti                   | 65 662                  | 100,00                  |
| ↳ Votanti (% su iscritti)  | ↳ Votanti (% su iscritti)                         | ↳ Votanti (% su iscritti)  | 44 716                  | 68,10                   |
| ↳ Astenuti (% su iscritti) | ↳ Astenuti (% su iscritti)                        | ↳ Astenuti (% su iscritti) | 20 946                  | 31,90                   |
|                            |                                                   |                            |                         |                         |
|                            | Esito: collegio passa da Laburista a Conservatore |                            |                         |                         |

| Partito                    | Partito                                | Candidato                  | Risultati 7 giugno 2001 | Risultati 7 giugno 2001 |
| Partito                    | Partito                                | Candidato                  | Voti                    | %                       |
| -------------------------- | -------------------------------------- | -------------------------- | ----------------------- | ----------------------- |
|                            | Laburista                              | Melanie Johnson            | 18 484                  | 43,17                   |
|                            | Conservatore                           | Grant Shapps               | 17 288                  | 40,37                   |
|                            | Lib Dem                                | Daniel Cooke               | 6 021                   | 14,06                   |
|                            | UKIP                                   | Malcolm Biggs              | 798                     | 1,86                    |
|                            | ProLife Alliance                       | Fiona Pinto                | 230                     | 0,54                    |
|                            |                                        |                            |                         |                         |
| Iscritti                   | Iscritti                               | Iscritti                   | 67 012                  | 100,00                  |
| ↳ Votanti (% su iscritti)  | ↳ Votanti (% su iscritti)              | ↳ Votanti (% su iscritti)  | 42 821                  | 63,90                   |
| ↳ Astenuti (% su iscritti) | ↳ Astenuti (% su iscritti)             | ↳ Astenuti (% su iscritti) | 24 191                  | 36,10                   |
|                            |                                        |                            |                         |                         |
|                            | Esito: collegio confermato a Laburista |                            |                         |                         |

## Risultati dei referendum

### Referendum sulla permanenza del Regno Unito nell'Unione europea del 2016
|             | Collegio        | Lasciare UE % | Rimanere in UE % |
| ----------- | --------------- | ------------- | ---------------- |
|             | Welwyn Hatfield | 52,5%         | 47,5%            |
| Inghilterra | 53,3%           | 46,7%         |                  |
| Regno Unito | 51,9%           | 48,1%         |                  |